# اچ‌ام‌سی‌اس پورت کولبورن (کی۳۲۶)
اچ‌ام‌سی‌اس پورت کولبورن (کی۳۲۶) (به انگلیسی: HMCS Port Colborne (K326)) یک کشتی بود که طول آن ۲۸۳ فوت (۸۶٫۲۶ متر) بود. این کشتی در سال ۱۹۴۳ ساخته شد.